# Heckler & Koch PSG1
El PSG1 (Präzisions Scharfschützen Gewehr) es un fusil de francotirador semiautomático fabricado por Heckler & Koch de Oberndorf am Neckar en Alemania.

## Características
Fabricado desde 1970 hasta 1984, se basa en el antiguo fusil de asalto estándar del Bundeswehr: el HK G3. El PSG1 consta de una estructura principal de un único cañón de ánima rayada, usa cargadores extraíbles con capacidad de 5 o 20 cartuchos 7,62 x 51 OTAN, posee gatillo y culata ajustables, un pistolete, un "cerrojo silencioso" (semejante al usado en los M16), y también lleva un trípode para apoyar el arma. Su peso oficial es de 8,1 kg (sin contar el de la mira y el del cargador), y mide en total 120 cm, siendo la longitud del cañón de 65 cm. Lleva una mira telescópica Hendsoldt 6x42 mm con retícula iluminada. Requiere cierto tiempo para ser armado y se aprecia por ser un arma pesada y delicada, pero fiable, potente y precisa.

## Desarrollo
Se dice que este rifle fue desarrollado en respuesta a la masacre de Múnich en los Juegos Olímpicos de verano de 1972. Las unidades de policía de Alemania Occidental en ese momento carecían de la capacidad de disparo de precisión para neutralizar efectivamente a los terroristas para evitar que los rehenes fueran asesinados. H&K fue comisionado para crear un rifle semiautomático de gran precisión y gran capacidad de carga para la aplicación de la ley y el uso militar.
Además, el rifle ha sido licenciado para la producción local en Pakistán por Pakistan Ordnance Factories (POF) como PSR-90 y México por DGIM como Fusil Morelos Bicentenario, una variante muy rediseñada que presenta una asistencia delantera estilo AR-15 y un ajuste Sistema de gas para la optimización del retroceso.

## Variantes
La variante PSG1A1 se introdujo por Heckler & Koch en 2006, y presentaba dos importantes mejoras. Primero, la palanca de armado fue reubicada un par de grados en sentido antihorario. Esto se debió al hecho de que cuando se bloquea hacia atrás, podría interferir físicamente con los alcances largos que se usan a menudo en los rifles. La segunda modificación implicó el reemplazo del alcance obsoleto de Hensoldt. Los usuarios no policiales a menudo encuentran que la limitación de alcance de 600 m del alcance y la retícula simple son inadecuados para sus necesidades. Además, las baterías recargables son difíciles de recargar y encontrar reemplazos. Una falla final es que Hensoldt no atiende el alcance en los Estados Unidos. Por estas razones, el PSG1A1 ha sido equipado con un telescopio Schmidt & Bender 3-12×50 Police Marksman II, montado en anillos de 34 mm (1.3 in). Para remediar la expulsión de latón, se debe instalar un receptor de latón.
La variante MSG90 es una versión militar del PSG1, reforzada y aligerada
La variante ' Fusil Morelos Bicentenario es una variante del PSG-1 original exclusivamente para el ejército mexicano pero fue fabricado  bajo supervisión de H&K.

## Usuarios
- Alemania
  - KSK
  - GSG-9
- Argentina: 
  - Grupo de Operaciones Especiales de la Fuerza Aérea Argentina.[1]
- Colombia:
  - Comando conjunto de operaciones especiales
  - Ejército Nacional de Colombia
- Chile
  - Armada de Chile
- Corea del Sur
- Ecuador
- España
  - Grupo Especial de Operaciones del Cuerpo Nacional de Policía
  - Unidad Especial de Intervención de la Guardia Civil
- Estados Unidos
- Filipinas
  - Policía Nacional de Filipinas - MSG-90[2]
- India: Usado por la NSG y otras fuerzas especiales
- Italia: Usado por la GIS y la NOCS
- Japón
- Letonia
- Malasia
- México: 
  - Fuerzas Especiales (FES) - MSG-90
  - Policía Federal (México)
- Países Bajos
- Pakistán
- Reino Unido
- Rumania
- Singapur
- Uruguay
- Venezuela